# Elizabeth K. Hartline
Elizabeth Kraus Hartline (17 de setembro de 1909 - 31 de julho de 2001) foi uma activista ambiental que trabalhou para preservar quase 40.000 acres nas terras selvagens de Maryland.

## Trabalho de activismo ambiental
Elizabeth Hartline fundou o Comité das Terras Selvagens de Maryland em 1971. Ela afirmou que o Comité era "um grupo estadual dedicado principalmente à preservação de áreas selvagens no estado de Maryland. O nosso interesse abrange terras de carácter selvagem em todos os Estados Unidos." Ela trabalhou para consciencializar sobre o valor das terras selvagens, trabalhando para obter o apoio dos governadores e legisladores de Maryland. A sua luta levou um senador estadual a apresentar um projecto de lei estabelecendo áreas silvestres estaduais designadas. Em 1971, o projecto tornou-se lei. A Floresta Estadual de Savage River foi a primeira região selvagem em Maryland a ser designada de acordo com esta lei em 1973.
Ela co-presidiu o Comité da Maryland Wildlands com Alice Eastman a partir de 1988. Juntas, as duas defensoras do meio ambiente organizaram campanhas populares para preservar os parques estaduais do desenvolvimento para os proteger da extracção de madeira e mineração. O governador Parris Glendening concordou em alocar 37.000 acres como terras selvagens designadas em 1996.
Hartline preservou muitas terras selvagens de Maryland durante os seus trinta anos de trabalho ambiental, incluindo o Pântano do Rio Pocomoke, montanhas no Condado de Garrett e planícies costeiras na costa oriental. 1.100 acres de terra em Hereford, Maryland, perto do rio Gunpowder, foram renomeados em 1996 para Hartline-Eastman Wildland, em homenagem a Hartline e à sua colega Alice Eastman pelo seu trabalho para preservar a terra.